# Franklin Delano Roosevelt Memorial
Het Franklin Delano Roosevelt Memorial is een herdenkingsmonument gebouwd ter herinnering aan Franklin Delano Roosevelt, de 32ste President van de Verenigde Staten, en de periode die hij als langst zetelende president representeert.

## Tidal Basin memorial
Het monument werd op 2 mei 1997 ingehuldigd. Het omvat vier afzonderlijke kamers in de openlucht, een voor elke termijn dat Roosevelt president was. Het opvallendste aan deze kamers zijn de verschillende watervallen, die in de eerste kamer nog eenvoudig en strak zijn, maar steeds groter en chaotischer worden. Uiteindelijk stort het water zich op een ruïne aan rotsblokken. Het water staat symbool voor de vrede, die naarmate de jaren ’30 vorderden en de Tweede Wereldoorlog uitbrak, steeds verder weg leek. Roosevelt zelf heeft het einde van de oorlog niet meer meegemaakt. Naast water worden de zalen gesierd door standbeelden, reliëfs en opmerkelijke citaten. In de eerste zaal treft men naast een bezoekerscentrum, een standbeeld van Roosevelt gezeten in zijn rolstoel aan.
Het memorial werd ontworpen door Lawrence Halprin, en bevat sculpturen en werken van Leonard Baskin, Neil Estern, Robert Graham, Thomas Hardy, en George Segal. Het national memorial vormt een onderdeel van de National Mall and Memorial Parks. Het memorial staat administratief ingeschreven in het National Register of Historic Places op de datum van de voltooiing, 2 mei 1997.

## Origineel memorial
Het nieuwe memorial aan het Tidal Basin in het West Potomac Park werd pas na 50 jaar opgericht. In de jaren 1960 werd, naar de wens van Roosevelt, een eenvoudig gedenkteken geplaatst, aan de noordwestelijke hoek van het gebouw van de National Archives aan Pennsylvania Avenue.

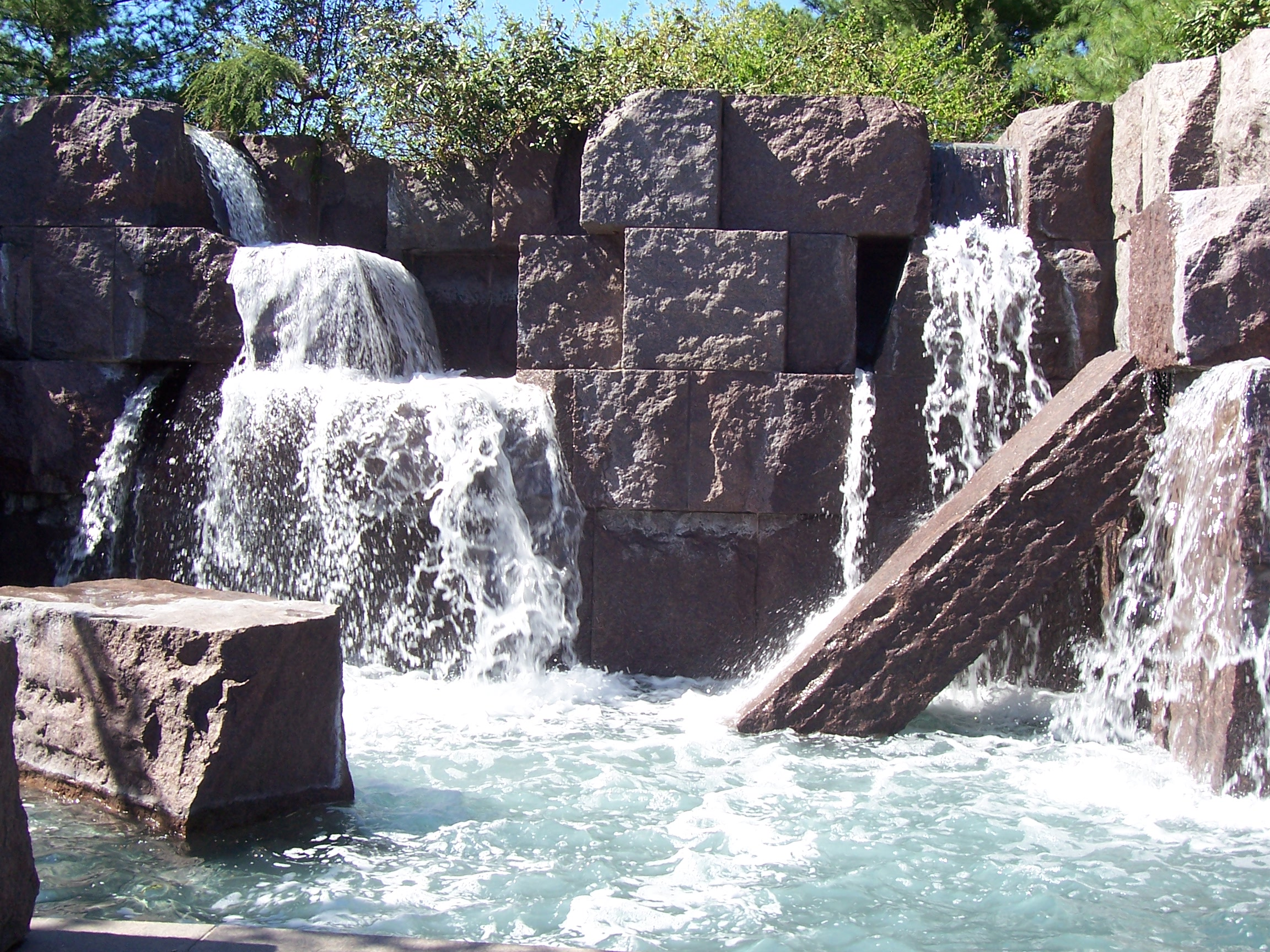
Waterval
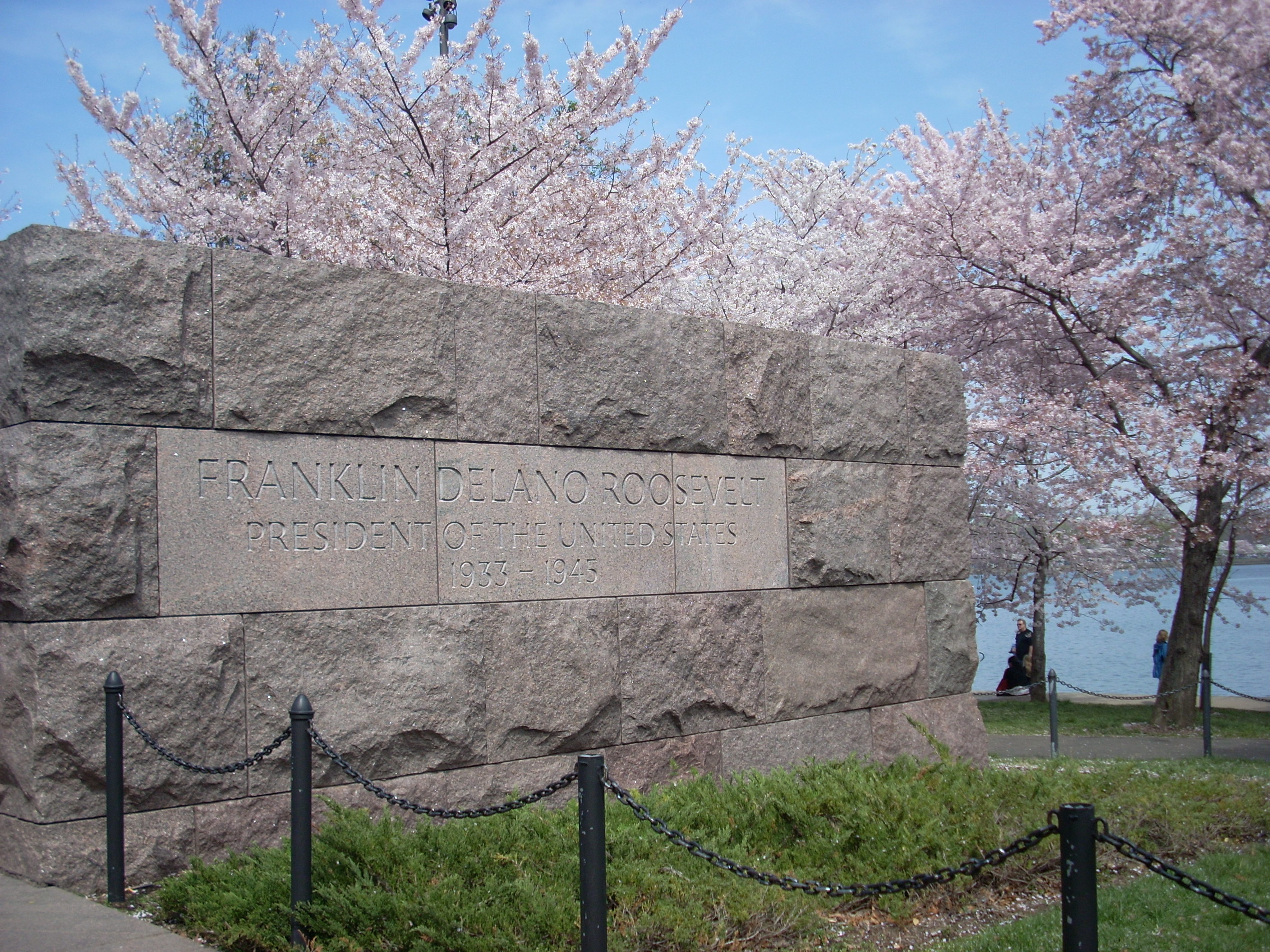
Op de achtergrond het Tidal Basin